# Alfianello (meteoryt)
Alfianello (wł. Meteorite di Alfianello) – meteoryt kamienny, który spadł we Włoszech w Lombardii 16 lutego 1883 o 14:43 czasu lokalnego, wtenczas w gminie Brescia. Meteoryt nosi nazwę miasteczka, nad którym huk jego eksplozji był szczególnie głośny, czyli dzisiejszej osobnej gminy Alfianello. Trajektoria spadku, jak i miejsce uderzenia meteorytu zostały precyzyjnie określone przez wielu świadków, dlatego został on natychmiast odnaleziony. Jego masa wynosiła 228 kg. Wygląda jak narzędzie z epoki kamienia łupanego: ma wydłużony kształt, z ostrą krawędzią po jednej stronie.
Przybycie na Ziemię meteorytu Alfianello zostało odnotowane wzmianką w angielskim tygodniku naukowym „Nature” niespełna miesiąc po zaistniałym fakcie, a kolejny miesiąc później, 29 marca, w tym samym czasopiśmie ukazała się obszerna relacja oparta na doniesieniu dyrektora Włoskiego Stowarzyszenia Meteorologicznego.
Jest to do tej pory największy meteoryt, jaki kiedykolwiek znaleziono na terytorium Włoch. Umieszczony jest w kolekcji meteorytów RAN w Rosji.
Odłupano od niego wiele kawałków w celach muzealnych i badawczych. Obecnie można kupić na otwartym rynku wiele tych fragmentów, także w Polsce.

## Skład chemiczny
Alfianello jest meteorytem kamiennym należącym do chondrytów oliwinowo-hiperstenowych L6.